# بيبلوبوز
بيبلوبوز (بالإنجليزية: Peplopause)‏،
هو سقف الطبقة الجغرافية المضطربة التي تمتد حتى سوية ارتفاع 3 كم عن سطح الأرض، والتي تتصف بكون التغييرات التي تصيب العناصر المناخية لا تخضع لقاعدة ثابتة بسبب تأثير سطح الأرض، ولذا فإن هذا السقف يقع عند سوية ارتفاع 3 كم.